# 80-й пограничный отряд войск НКВД
80-й пограничный отряд войск НКВД — соединение пограничных войск НКВД СССР, принимавшее участие в Великой Отечественной войне.

## История
Формирование отряда начато 9 июня 1938 года на базе 3-й Поросозерской отдельной комендатуры Петрозаводского пограничного отряда, сформированной в свою очередь в 1935 году из 1-й пограничной комендатуры того же отряда. Днём рождения части считается 23 февраля 1939 года - день вручения Боевого Красного знамени.
Будучи переформированным в 7-й пограничный полк войск НКВД, принимал участие в Зимней войне 
На 22 июня 1941 года отряд, насчитывая 1096 человек личного состава, находился на обороне на участке длиной около 140 километров советской государственной границы  в районе Поросозеро, Кипронмяки
В состав отряда входили 1-я пограничная комендатура в составе 1-й резервной пограничной заставы, 1-й — 4-й пограничных застав, 2-я пограничная комендатура в составе 2-й резервной пограничной заставы, 5-й — 8-й пограничных застав, 3-я пограничная комендатура в составе 3-й резервной пограничной заставы, 9-й — 12-й пограничных застав, рота связи, манёвренная группа.  Входил в состав Управления пограничных войск НКВД Карело-Финского пограничного округа.
Штаб отряда находился в селе Кипронмяки.
В составе действующей армии с 22 июня 1941 по 30 ноября 1941 года.
С началом войны в ходе оборонительной операции отряд приступил к боевым действиям. В первые бои вступил 29 июня 1941 года.
23-24 июня 1941 года штаб 3-й комендатуры и штаб комендатуры, расположенной в деревне Кондака получили телефонограмму за подписью начальника 1-го погранотряда Левина, комиссара Павлова и начальника штаба Гордеева «О немедленно уничтожении (сожжении) всех помещений погранзастав и других построек, а также о перемещении годичных продовольственных  запасов в труднопроходимую лесную местность».
Приказ приписывал всем пограничными заставам обеспечить бойцов  максимальным запасом боеприпасов, продовольствия, и военного имущества (включая лошадей) и в течение следующих суток, 25 июня 1941 года  передислоцироваться на территорию погранотряда в район деревни Кимасозеро. Приказ был выполнен в установленные сроки.
Первой приняла на себя удар правофланговая 12-я застава. Бойцы, под руководством начальника заставы Четверякова, отбили несколько вражеских атак, противник понёс потери и отступил. Вскоре эта погранзастава была прикомандирована ко второй погранкомендатуре,  где бои значительно осложнились. Остальные заставы в это время боёв не вели. Противник лишь проводил разведку оборонительного участка.
Отряд действовал находясь в оперативном подчинении 71-й стрелковой дивизии, с боями отходя из района границы у  Кипронмяки на Поросозеро, Лоймола, Новые Пески, прикрывал отход дивизии в районе Спасской Губы, Повенеца, в дальнейшем Кондопоги и Медвежьегорска, вёл бои, не давая переправиться финским войскам через реку Шуя. По-видимому часть отряда, вместе с левым флангом 71-й стрелковой дивизии (367-й стрелковый полк), которая ударом финских войск была разрезана, вошла в состав Суоярвинской оперативной группы, основу которой составила 168-я стрелковая дивизия, и таким образом в середине августа 1941 года была эвакуирована с побережья Ладожского озера.
Яркой страницей в боевой деятельности отряда стал эпизод, когда пограничники 4,5,6 и 7 пограничных застав под командованием начальника штаба, майора В.Я. Гордеева, начальника отделения боевой подготовки штаба отряда, старшего лейтенанта Н.Ф. Кайманова и политрука И.И.Агапова с 29 июня по 10 июля 1941 года держали оборону в районе хутора Меласелька, обеспечивая передвижение наших войск на стратегически важных дорогах и прикрывая отступление мирного населения, включая членов семей пограничного отряда. Все попытки наступающих заканчивались поражением, вследствие этого командование противника приняло решение обойти обороняющихся плацдарм, оставив их глубоко в тылу.  
Бойцы отряда были вынуждены совершить 160-километровый марш, с боями пересечь линию фронта и выйти в расположение Советских войск.
После этого перехода, ввиду того, что отряд выходил из окружения через уже оккупированные территории, личный состав группы был арестован и проходил проверку соответствующими службами. 
За проявленное мужество, стойкость и поддержание высокого боевого духа, Указом Президиума Верховного Совета СССР от 26 августа 1941 года, высоких правительственных наград удостоены: старший лейтенант Н.Ф. Кайманов, присвоено звание Героя Советского Союза, майор В.Я. Гордеев  и политрук И.И. Агапов награждены орденами Красного Знамени.
На 1 сентября 1941 года в отряде насчитывалось 740 человек. Из подчинения РККА выведен 5 сентября 1941 года, однако продолжал участие в боях западнее и затем севернее Петрозаводска, отступая в направлении Кондопога - Медвежьегорск.
30 ноября 1941 года переформирован в 80-й пограничный полк войск НКВД.

## Командиры
- полковник Молошников Иван Прокофьевич
- полковник Хмелев Фёдор Яковлевич

## Отличившиеся воины отряда
| Награда | Ф.И.О.                    | Должность                                          | Звание            | Дата награждения | Примечания |
| ------- | ------------------------- | -------------------------------------------------- | ----------------- | ---------------- | ---------- |
|         | Кайманов, Никита Фадеевич | начальник отделения боевой подготовки штаба отряда | старший лейтенант | 26.08.1941       | -          |